# Royerella tarissani
Royerella tarissani es una especie de escarabajos del género Royerella, familia Leiodidae. Fue descrita por Ernest Marie Louis Bedel en 1878. Se encuentra en Francia.

## Subespecie
Se reconocen las siguientes:
- R. t. bettingeri
- R. t. ferrierensis
- R. t. gaveti
- R. t. henroti
- R. t. hustachei
- R. t. lentensis
- R. t. rivularis
- R. t. tarissani
- R. t. vertacomicora